# Länsväg 229
De Zweedse weg 229 (Zweeds: Länsväg 229) is een provinciale weg in de provincie Stockholms län in Zweden en is circa 13 kilometer lang.

## Plaatsen langs de weg
- Stockholm
  - Enskede-Årsta-Vantör
  - Örby
- Älta
- Bollmora

## Knooppunten
- Länsväg 226 (begin)
- Riksväg 73
- Länsväg 260: gezamenlijk tracé, bij Älta